# ナナとカオル
『ナナとカオル』は、甘詰留太による日本の漫画作品。略称は「ナナカオ」。『ヤングアニマル嵐』（白泉社）2008年No.2より連載が開始。後に同社の『ヤングアニマル』に移籍し2008年No.23より読みきりで掲載され、2009年21号から2016年16号まで連載された。
移籍後、『ヤングアニマル嵐』で『ぶらガール』の連載が開始されたが、2010年No.7にて終了し、ナナとカオルの高校3年生の夏休みが描かれた『ナナとカオル Black Label [ブラックレーベル]』が同年No.8から2014年No.5まで連載された。続編の『ナナとカオル 〜高校生のSMごっこ〜』が、同社が2019年11月29日に創刊した電子雑誌『ハレム』にて、Vol.1（創刊号）からVol.35まで連載された。単行本は『ナナとカオル Last Year』のタイトルで刊行。2020年7月時点でシリーズ累計発行部数は240万部を突破している。
「ステップアップSMラブコメディ (STEP UP“SM”LOVE COMEDY)」と銘打っており、「高校生同士のSMプレイ」が本筋の青年向け漫画（SM漫画）だが、直接的な性行為の描写はなく、初々しいピュアな純愛模様も描かれている。橘満子やグラビア等の全裸ヌード・乳首等は描かれるが、千草奈々や館涼子の全裸ヌード・乳首等は決して描かれない（乳輪までは描かれている）。
2012年9月28日発売の、「リニューアル＋α版 甘詰留太短編集『きっとすべてがうまくいく』」（ISBN 978-4-592-14430-4）に「ナナとカオル（描きおろしショート）」が掲載されている。
2011年にはアニメ化および実写映画化がなされた。

## あらすじ
高校のヒロインの千草奈々とダメ生徒の杉村薫は、マンションが隣同士の幼馴染。カオルは趣味のSMの妄想に明け暮れていたが、そんなある日、ナナがふとしたことでカオルのコレクションのボンデージ衣装を着てしまう。それをきっかけにナナとカオルの秘密の「息抜き」が始まった。

## 登場人物
登場人物の名前（姓）は、官能小説作家の名前から取られている。
杉村 薫（すぎむら かおる）/ カオル
声 - 間島淳司
17歳 桜溝高校2年生。本作の主人公。
桜溝高校では補習・留年ギリギリの生徒が集まるF組所属で、冴えない日々を送る。趣味はSMの妄想で、その系統のグッズを多々持っている。緊張すると吃る癖がある。背は低い不細工な男で、顔は「潰れガエル」と馬鹿にされている。あだ名は「キモムラ」。手先は器用で、裁縫や料理が得意。
ナナのことが好きだが、ナナとの差を卑屈なほどに諦観し、好意をひた隠しにしており学校では会話もろくにしない。ナナとのプレイでは、準備には万全を尽くし、ナナを想うあまりS役に徹しきれないことも多い。
名前のモデルは杉村春也。
千草 奈々（ちぐさ なな） / ナナ
声 - 水原薫
17歳 桜溝高校2年生。本作のヒロイン。
スタイル抜群の美少女。桜溝高校では、成績優秀な生徒たちが集まる特進クラスのA組所属で、東大に合格し弁護士になることを目指している。生徒会では副会長を務め、陸上部ではエース。人当たりも良く後輩から慕われている。いわゆる「いい子」だが、実際は不器用かつ真面目で正義感が強すぎる面があり、人の頼みを断れずストレスを貯めやすい。
カオルのことが好きだが無自覚。ボンデージの騒動で行き詰まっていた勉強がはかどったため、以降はカオルに息抜きとしてソフトなSMプレイを頼むようになった。普段は体験できない被虐行為の快感と、誰にも見せられない自分の弱い部分をカオルに見せられる安堵感を味わっていく。
名前のモデルは千草忠夫。
館 涼子（たち りょうこ）
声 - 高森奈津美
17歳 白鳥女子学院高等部2年生。本作でのカオルのもう1人のパートナー。
肌は浅黒く、一人称は「ボク」。陸上部に所属し、「独り七種（ヘプタスロン）」を主にやっている。以前大会でナナに負けている。
登場当初は、SMについて批判的な考えを持っていたが、ナナとカオルの｢息抜き｣に、自身も参加するようになる。カオルへの依存を求める面が強いナナとは違い、スポーツ的・ゲーム感覚のスリルを求めている。
名前のモデルは館淳一。

### 桜溝高校
睦月 ユカリ（むつき ユカリ）
声 - 赤﨑千夏
桜溝高校2年生。生徒会では、会計を務めている。ナナの親友で同じく特進クラスのA組所属。矢神のことが好き。カオルのことは「キモムラ」と呼び、完全に見下している。
名前のモデルは睦月影郎。
矢神 浩史（やがみ ひろし）
声 - 甘詰留太（OAD版） / 前野智昭（ドラマCD版）
桜溝高校2年生。生徒会長。ナナに想いを抱いている。
一見真面目であるが、その実幼いころから姉の喜久子に振り回されており、優等生としての一面や東大と言う進路も姉を初めとした家族に半ば強制されたもので、実際は年相応にエロにも興味のある普通の少年である。
当初はカオルと互いに反目しあっていたが、秘蔵のAVを姉の策略によって捨てられ川原で落ち込んでいた際に同じく首輪を母に捨てられたカオルと会い、利害が一致したために和解して互いによき理解者となる。
名前のモデルは矢神朧。
矢神 喜久子（やがみ きくこ）
声 - 米澤円
桜溝高校3年生。前生徒会長にして浩史の姉。ナナにとっては憧れの先輩だが、弟の浩史からは「外面だけいい性悪女」などと（直接面と向かって意見できないため）内心で思われている。これは、過去に弟に対する理不尽な仕打ちをした挙句振り回したことからによるものであった。
ナナのカオルに対する想いをいち早く見抜いており、弟の浩史に対して「脈は殆ど無い」と忠告している。
堂本（どうもと）
声 - 内匠靖明
桜溝高校2年生。カオルの悪友。そばかすがある。
名前のモデルは堂本烈。
星野（ほしの）
声 - 松本忍
桜溝高校2年生。カオルの悪友。肥満体型。
名前のモデルは星野ぴあす。
川上先生
声 - 山川琴美
桜溝高校教師。ナナの担任。進路相談の時、ナナに「息抜き」をすることを勧める。このことが後のナナに影響を与える。

### その他
杉村 和香（すぎむら わか）
声 - 斉藤貴美子
カオルの母。夜勤、泊り込みのある職に就いており、女手一つでカオルを育てている。息子の部屋にノックせずに入る癖があり、たびたびエッチな本やSMグッズを隠蔽あるいは処分されることから、カオルは鬱陶しがっている。
千草 しのぶ（ちぐさ しのぶ）
声 - 槙口みき
ナナの母。キャリア組の警察官で、警備部長を務める。離婚しており、女手ひとつでナナを育てているが仕事が忙しく家を空けていることが多い。料理が苦手。
橘 満子（たちばな みつこ）
声 - 原田ひとみ
カオル行きつけのアダルトグッズショップ『Fun Love』の店長。年齢は30歳ごろ。美人だが、SMグッズ・プレイに関しては熱く語る。 東京大学文学部出身、日本史専攻（明治以降の文化風俗が専門）。実は更科のSMのパートナーであり、首筋に“SS”と彼女の体の所有者・更科のイニシャルのタトゥーが施され、乳首にはピアス、そして下腹部の何処かにもピアッシング済みである。
SMプレイに関して、時にカオルやナナ・館に教授していく。
名前のモデルは橘真児。
更科 修太郎（さらしな しゅうたろう）
SM小説作家。カオルが尊敬し、その著作をナナとのプレイの参考にしている。実は橘のSMのパートナー“ご主人様”である。年齢は50歳ごろ。
名前のモデルはオンライン作家である更科。甘詰によれば、この作品は更科の作品『アイツ』に多大な影響を受けているとのこと。
上原 愛（うえはら あい）
元緊縛モデル。更科監修の緊縛写真集を出しており、更科に「最も美しい責められ姿」と絶賛されている。
普段はカオルが転校する予定だった沖縄の高校の養護教諭をしている。結婚しており、小学生の息子がいる。
カオルの父方の実家がある沖縄で行われたフェチコンの緊縛ショーでカオルに縛られた縁で、カオルとパートナーになろうと提案してくる。

## 書誌情報
- 甘詰留太 『ナナとカオル』、 白泉社〈ジェッツコミックス・ヤングアニマルコミックス[注 1]〉、全18巻
  1. 2008年11月28日発売、ISBN 978-4-592-14561-5
  2. 2009年5月29日発売、ISBN 978-4-592-14562-2
  3. 2010年1月29日発売、ISBN 978-4-592-14563-9
  4. 2010年5月28日発売、ISBN 978-4-592-14564-6
  5. 2010年10月29日発売、ISBN 978-4-592-14565-3
  6. 2011年3月29日発売、ISBN 978-4-592-14566-0
    - 初回限定特装版[注 2]（同日発売）、ISBN 978-4-592-10502-2

  7. 2011年10月28日発売、ISBN 978-4-592-14567-7
    - 初回限定特装版[注 3]（同日発売）、ISBN 978-4-592-14667-4

  8. 2012年4月27日発売、ISBN 978-4-592-14568-4
    - 第8巻初回限定特装版[注 3]（同日発売）、ISBN 978-4-592-14668-1

  9. 2012年9月28日発売、ISBN 978-4-592-14569-1
  10. 2013年4月26日発売、ISBN 978-4-592-14570-7
    - 第10巻初回限定特装版[注 3]（同日発売）、ISBN 978-4-592-14669-8

  11. 2013年7月29日発売、ISBN 978-4-592-14676-6
  12. 2014年1月29日発売、ISBN 978-4-592-14677-3
  13. 2014年8月29日発売、ISBN 978-4-592-14678-0
  14. 2014年12月26日発売、ISBN 978-4-592-14679-7
  15. 2015年4月28日発売、ISBN 978-4-592-14680-3
  16. 2015年12月25日発売、ISBN 978-4-592-14684-1
  17. 2016年4月28日発売、ISBN 978-4-592-14685-8
  18. 2016年10月28日発売、ISBN 978-4-592-14689-6
- 甘詰留太 『ナナとカオル Black Label』 、白泉社〈ジェッツコミックス〉、全5巻
  1. 2011年6月29日発売、ISBN 978-4-592-14691-9
    - 初回限定プレミアム同人誌つき豪華版（同日発売）、ISBN 978-4-592-81011-7

  2. 2012年5月29日発売、ISBN 978-4-592-14692-6
    - 初回限定トロピカル同人誌つき豪華版（同日発売）、ISBN 978-4-592-81012-4

  3. 2013年2月28日発売、ISBN 978-4-592-14693-3
    - 初回限定ゴージャス同人誌つき豪華版（同日発売）、ISBN 978-4-592-81013-1

  4. 2013年12月27日発売、ISBN 978-4-592-14694-0
    - 初回限定クレイジーラブ同人誌つき豪華版（同日発売）、ISBN 978-4-592-81014-8

  5. 2014年7月29日発売、ISBN 978-4-592-14695-7
    - 第5巻初回限定ファイナル同人誌つき豪華版（同日発売）、ISBN 978-4-592-81015-5
- 甘詰留太 『ナナとカオル Last Year』 、白泉社〈ヤングアニマルコミックス〉、全5巻
  1. 2019年7月29日発売、ISBN 978-4-592-16351-0
  2. 2019年11月29日発売、ISBN 978-4-592-16352-7
  3. 2020年7月29日発売、ISBN 978-4-592-16353-4
  4. 2021年3月29日発売、ISBN 978-4-592-16354-1
  5. 2021年12月24日発売、ISBN 978-4-592-16355-8

## 派生作品
『嵐』2011年11号より2013年12号まで、ももせたまみによる「パラレル4コマ」と銘打たれた作品『ナナカオぴんくぴゅあ』が不定期に掲載され、2014年に『ナナとカオルぴんくぴゅあ』と改題して単行本化された。なお、甘詰留太に関する権利記載は掲載誌面にも単行本にも行なわれていない。
- ももせたまみ『ナナとカオルぴんくぴゅあ』 白泉社〈ジェッツコミックス〉、単刊
2014年1月29日発売、ISBN 978-4-592-14234-8

## OVA
2011年3月29日発売の単行本第6巻初回限定特装版付属のオリジナルアニメDVD。

### スタッフ
- 原作 - 甘詰留太
- 企画 - 藤平光
- 製作 - 島田明
- プロデューサー - 大野木貴史
- キャラクターデザイン・作画監督 - 渡辺敦子
- 色彩設定 - 古川篤史
- 美術監督 - 椎野隆介、三浦智
- コンポジットディレクター - 今泉秀樹
- 編集 - 櫻井崇
- 音楽 - 悠木真一
- 音響監督 - 明田川仁
- アニメーション制作 - AIC PLUS+
- 監督・絵コンテ・演出 - 岡本英樹

### テーマソング
- 『終わらない夜に』

作詞 - 濱田智之 / 作曲・編曲 - 南利一 / 歌 - 榊原ゆい

## 実写映画

### 実写映画 第1章
渋谷ユーロスペースで2011年3月12日に公開された実写映画。バップの新シリーズ『東京思春期』より『ざんねんなこ、のんちゃん。』『打撃女医サオリ』に続くシリーズ第3弾作品で、ソフトSMをテーマにした純愛ラブコメ映画。監督および脚本は清水厚、主演は栩原楽人と、映画初出演となるグラビアアイドルの永瀬麻帆。2011年3月29日にDVD&Blu-rayが発売。
キャッチコピーは「君が好き。縛りたいくらいに。」「誰にも言えない“息抜き”をしようよ……」。

#### ストーリー（第1章）
幼馴染の生徒会副会長で優等生のナナと、ナナにボンデージ衣装を着せたいと妄想を膨らませる童貞男のカオル。ある時、カオルの母から預かったボンデージを興味本位で着てしまったナナだが、鍵がかかってしまい外すためカオルを頼って来た。外すための条件に恐々と命令を出すカオルとそれに従うナナ、それが2人の秘密の息抜きとなっていき、やがて2人はその行為にのめり込んでいった。

#### キャスト（第1章）
- 杉村 薫 - 栩原楽人
- 千草 奈々 - 永瀬麻帆
- 矢神 浩史 - 染谷俊之
- 睦月 ユカリ - 浅居円
- ナナの後輩 - 脇本彩乃
- 堂本（カオルの悪友） - 坂東大毅
- 星野（カオルの悪友） - 佐藤王宝
- カオルの担任 - 永戸武士
- 川上先生（ナナの担任） - 三田あいり
- 杉村和香（カオルの母ちゃん） - 比企理恵

#### スタッフ（第1章）
- 監督・脚本 - 清水厚
- 原作 - 甘詰留太（白泉社『ヤングアニマル』『ヤングアニマル嵐』連載）
- 音楽 - 山田稔明
- 製作 - 大島満
- チーフ・プロデューサー - 茶ノ前香
- プロデューサー - 穂山賢一、太田裕輝
- 撮影 - 西久保弘一
- 照明 - 白石宏明
- 録音 - 功刀康久
- 美術 - 石毛朗、松塚隆史
- スタイリスト - セイショーコ
- ヘアメイク - 上田忍
- 緊縛指導 - 荊子
- 助監督 - 松岡孝典
- 制作担当 - 綿貫仁
- 宣伝 - 太秦
- 制作協力 - バイオタイド
- 製作・配給 - バップ -東京思春期-

#### 主題歌（第1章）
山田稔明『ひそやかな魔法』
2011年3月9日よりiTunes、moraおよび着うたフル/レコチョクで配信。

### 実写映画 第2章
2012年9月8日公開の純愛SM映画第2弾。監督は前作同様に清水厚。ナナ役には新たに映画初主演となるアイドルの青野未来が抜擢された。第2弾では拘束、羞恥プレイ、スパンキングなどよりエスカレートしており、リハーサルなしの一発勝負で挑んだという。
キャッチコピーは「もっと、君と、繋がっていたい。ふたりの秘密、ふたたび。」。

#### キャスト（第2章）
- 杉山薫 - 栩原楽人
- 千草奈々 - 青野未来
- 染谷俊之
- 浅居円
- 津留崎夏子
- 鈴木築詩
- 瀬戸早妃

#### スタッフ（第2章）
- 監督・脚本 - 清水厚
- 原作 - 甘詰留太『ナナとカオル』白泉社『ヤングアニマル』『ヤングアニマル嵐』連載
- 製作 - 大島満
- チーフ･プロデューサー - 茶ノ前香
- プロデューサー - 穂山賢一、太田裕輝
- 音楽 - 山田稔明
- 撮影 - 西久保弘一
- 録音 - 功刀康久
- 録音 - 功刀康久
- 美術 - 石毛朗
- 照明 - 南園智男
- スタイリスト - EIKI
- ヘアメイク - コウゴトモヨ
- 緊縛指導 - 荊子
- 助監督 - 森木正己
- 制作担当 - 平山高志、上岡真
- 宣伝・配給協力 - 太秦
- 制作協力 - スピリッツ・プロジェクト
- 製作・配給 - バップ

#### 主題歌（第2章）
- 山田稔明「あさってくらいの未来」

## ゲーム
三国志大戦
セガ・インタラクティブのアーケードゲーム。
2019年2月より、本作のナナをモデルにした王美人（声 - 花守ゆみり）が登場する。